# Martin Jiránek
Martin Jiránek (pronunție în cehă [ˈmarcɪn ˈjɪraːnɛk]; n. 25 mai 1979 la Praga) este un fotbalist ceh care joacă pe postul de fundaș pentru Olympia Radotín. Jiránek a jucat în Cehia, Slovacia, Italia, Rusia și Anglia.
Jiránek a jucat într-o serie de turnee internaționale pentru țara sa. În 2002, el a făcut parte din echipa națională sub 21 de ani a Cehiei, care a câștigat Campionatul European de Fotbal din 2002 din Elveția. Ulterior, a jucat pentru echipa națională mare la Euro 2004 și Campionatul Mondial din 2006.

## Carieră

### Club

#### Primii ani
Jiránek și-a început cariera de fotbalist profesionist în 1997 pentru Bohemians Praga, jucând 55 de meciuri, înainte de a pleca la Slovan Liberec în 1999. El a jucat în 32 de meciuri și a ajutat-o pe Slovan să câștige Cupa Cehiei în sezonul 1999-2000.

#### Reggina
În 2001, Jiranek s-a transferat la echipa italiană Reggina din Serie B. La Reggina, Jiranek a jucat în 100 de meciuri de campionat, ajutându-și echipa să obțină promovarea în Serie A în sezonul 2001-2002.

#### Spartak Moscova
Spartak Moscova l-a transferat pe Jiránek în 2004 pentru 4,7 milioane de euro de la Reggina. Jiránek a debutat în campionat pentru Spartak împotriva lui FC Lokomotiv Moscova. Jiránek a fost titular în cei șase ani în care a jucat pentru Sprtak, fiind căpitanul echipei în perioada 2009-2010.

#### Birmingham City
La 31 august 2010, el s-a transferat la clubul englez din Premier League Birmingham City, cu care a semnat un contract pe un an după ce a respins ofertele venite din partea mai multor cluburi. Jiránek a debutat în primul unsprezece în meciul din turul al treilea al Cupei Ligii cu MK Dons și a avut o ocazie de a înscrie pentru Birmingham în meciul câștigat cu 3-1. A jucat cel de-al doilea meci în Cupa Angliei, datorită faptului că mai mulți titulari au fost odihniți, cu Millwall, meci câștigat cu 4-1. După ce Scott Dann s-a accidentat în turul semifinalei Cupei Ligii împotriva West Ham United, Jiránek a devenit un titular și a făcut parte din echipa lui Birmingham care a învins-o pe favorita Arsenal cu 2-1 în finala Cupei Ligii de pe Stadionul Wembley. O accidentare la degetul mare a piciorului care a necesitat o intervenție chirurgicală l-a făcut indisponibil pentru tot restul sezonului și după retrogradarea lui Birmingham din Premier League, nu și-a mai prelungit contractul.

#### Terek Groznîi
În iulie 2011, Jiránek a semnat un contract pe doi ani cu echipa din Prima Ligă din Rusia, Terek Groznîi. În al doilea sezon la Terek a marcat un gol de la 45 de metri în Cupa Ligii.

### La națională
Jiránek a făcut parte din echipa cehă care a câștigat Campionatul Europea U-21 în 2002. Și-a făcut debutul la naționala mare împotriva Poloniei în 2002. Primul turneu major la care Jiránek a participat a fost Campionatul European din 2004, unde a jucat în 4 partide, lipsind în semifinală din cauza unei accidentări la coapsă. De asemenea, el a fost numit în lotul Cehiei pentru Campionatul Mondial din 2006, dar, deși a jucat în cinci meciuri de calificare, el nu a jucat niciun minut la turneul final. Și-a făcut apariția în 5 meciuri de calificare pentru Euro 2008, dar nu a făcut parte din echipa care a făcut deplasarea la turneul final din cauza unei accidentări la gleznă. Cea de-a 31-a (și din februarie 2011, ultima) selecție a venit în martie 2007, împotriva Germaniei - după care a fost amendat pentru că a participat la o zi de naștere controversată.